# Ciclismo nos Jogos Sul-Americanos de 2010
As competições de ciclismo nos Jogos Sul-Americanos de 2010 ocorreram entre 17 e 23 de março em Medellín. Foram disputados quatro eventos do ciclismo de estrada nas ruas de Medellín, deizoito eventos do ciclismo de pista no Velódromo Martín Emilio "Cochise" Rodríguez, quatro eventos de BMX na Unidad Deportiva Andrés Escobar  e dois eventos de mountain bike no Cerro Nutibara.

## Calendário
| Março         | 17 | 18 | 19 | 20 | 21 | 22 | 23 | 24 | 25 | 26 | 27 | 28 | 29 | 30 | T  |
| ------------- | -- | -- | -- | -- | -- | -- | -- | -- | -- | -- | -- | -- | -- | -- | -- |
| BMX           |    | 2  | 2  |    |    |    |    |    |    |    |    |    |    |    | 4  |
| Estrada       | 2  |    |    |    |    | 2  |    |    |    |    |    |    |    |    | 4  |
| Mountain bike |    |    |    |    |    |    | 2  |    |    |    |    |    |    |    | 2  |
| Pista         |    | 4  | 3  | 5  | 6  |    |    |    |    |    |    |    |    |    | 18 |

## Medalhistas

### Ciclismo BMX
Masculino
| Evento       | Ouro                                | Prata                          | Bronze                    |
| 20 polegadas | Augusto Castro Herrera COL Colômbia | José Díaz Montaña COL Colômbia | Felipe Faundez CHI Chile  |
| 24 polegadas | Augusto Castro Herrera COL Colômbia | José Díaz Montaña COL Colômbia | Renato Rezende BRA Brasil |

Feminino
| Evento       | Ouro                               | Prata                             | Bronze                      |
| 20 polegadas | Mariana Pajón Londoño COL Colômbia | María Gabriela Díaz ARG Argentina | Andrea Zuluaga COL Colômbia |
| 24 polegadas | Mariana Pajón Londoño COL Colômbia | Stefany Hernández VEN Venezuela   | Andrea Zuluaga COL Colômbia |

### Ciclismo de estrada
Masculino
| Evento             | Ouro                                   | Prata                             | Bronze                              |
| Contra o relógio   | Santiago Botero Echeverri COL Colômbia | Matías Medici ARG Argentina       | Fabio Duarte Arévalo COL Colômbia   |
| Corrida em estrada | Santiago Botero Echeverri COL Colômbia | Luis Laverde Jiménez COL Colômbia | Bayron Guama de la Cruz ECU Equador |

Feminino
| Evento             | Ouro                            | Prata                           | Bronze                         |
| Contra o relógio   | María Luisa Calle COL Colômbia  | Ana Paola Madriñan COL Colômbia | Valeria Muller ARG Argentina   |
| Corrida em estrada | Ana Paola Madriñan COL Colômbia | Rosane Kirch BRA Brasil         | María Luisa Calle COL Colômbia |

### Ciclismo Mountain Bike
| Evento    | Ouro                          | Prata                        | Bronze                                  |
| Masculino | Héctor Paez León COL Colômbia | Rubens Donizete BRA Brasil   | Fabio Castañeda Monsalve COL Colômbia   |
| Feminino  | Laura Abril COL Colômbia      | María Elisa García CHI Chile | Alexandra Serrano Rodríguez ECU Equador |

### Ciclismo de pista
Masculino
| Evento                  | Ouro                                                                                           | Prata | Bronze                                                                         |
| Velocidade individual   | Cristian Tamayo Saavedra COL Colômbia                                                          | Leonardo Narvaez COL Colômbia                                                                            | Mauricio Quiroga ARG Argentina                                                 |
| Velocidade por equipes  | Leonardo Narvaez Fabián Puerta Zapata Cristian Tamayo Saavedra COL Colômbia                    | Christian Concha Zelada Pablo Concha Zelada Christopher Mansilla Almonacid CHI Chile                     | Emiliano Fernández Mauricio Quiroga Diego Vargas ARG Argentina                 |
| Perseguição individual  | Juan Arango Carvajal COL Colômbia                                                              | Juan Pablo Suárez COL Colômbia                                                                           | Marco Arriagada Quinchel CHI Chile                                             |
| Perseguição por equipes | Juan Arango Carvajal Edwin Ávila Vanegas Arles Castro Laverde Weimar Roldán Ortiz COL Colômbia | Marco Arriagada Quinchel Antonio Cabrera Torres Gonzalo Miranda Figueroa Pablo Seisdedos Duque CHI Chile | Fernando Antogna Cristian Martínez Eduardo Sepúlveda Edgar Simon ARG Argentina |
| Scratch                 | Carlos Alzate Escobar COL Colômbia                                                             | Darío Colla ARG Argentina                                                                                | Sebastián Cancio ARG Argentina                                                 |
| Corrida por pontos      | Marco Arriagada Quinchel CHI Chile                                                             | Edwin Ávila Vanegas COL Colômbia                                                                         | Walter Pérez ARG Argentina                                                     |
| Omnium                  | Carlos Urán Arroyave COL Colômbia                                                              | Sebastián Cancio ARG Argentina                                                                           | Pablo Seisdedos Duque CHI Chile                                                |
| Keirin                  | Leonardo Narvaez COL Colômbia                                                                  | Cristian Tamayo Saavedra COL Colômbia                                                                    | Mauricio Quiroga ARG Argentina                                                 |
| Madison                 | Bayron Guama de la Cruz Carlos Eduardo Quishpe ECU Equador                                     | Sebastián Donadio Walter Pérez ARG Argentina                                                             | Carlos Ospina Hernández Weimar Roldán Ortiz COL Colômbia                       |
| 1 km                    | Fabián Puerta Zapata COL Colômbia                                                              | Jonathan Marin Cermeno COL Colômbia                                                                      | Davi Romeo BRA Brasil                                                          |

Feminino
| Evento                  | Ouro                                                                   | Prata                                                       | Bronze                                                         |
| Velocidade individual   | Diana García Orrego COL Colômbia                                       | Janny Salcedo Zambrano COL Colômbia                         | Sumaia Ribeiro BRA Brasil                                      |
| Velocidade por equipes  | Diana García Orrego Janny Salcedo Zambrano COL Colômbia                | Maira Barbosa Sumaia Ribeiro BRA Brasil                     | Angie González Marines Prada VEN Venezuela                     |
| Perseguição individual  | María Luisa Calle COL Colômbia                                         | Janildes Fernandes BRA Brasil                               | Serika Guluma Ortiz COL Colômbia                               |
| Perseguição por equipes | María Luisa Calle Leidy Muñoz Ruiz Lorena Vargas Villamil COL Colômbia | María Briceño Angie González Francismar Pinto VEN Venezuela | Janildes Fernandes Valquíria Pardial Fernanda Souza BRA Brasil |
| Scratch                 | Lorena Vargas Villamil COL Colômbia                                    | Paola Muñoz Grandón CHI Chile                               | Janildes Fernandes BRA Brasil                                  |
| Corrida por pontos      | Lorena Vargas Villamil COL Colômbia                                    | Angie González VEN Venezuela                                | María Parra Constante ECU Equador                              |
| Keirin                  | Diana García Orrego COL Colômbia                                       | Janny Salcedo Zambrano COL Colômbia                         | Daiana Almada ARG Argentina                                    |
| 500 m                   | Diana García Orrego COL Colômbia                                       | Janny Salcedo Zambrano COL Colômbia                         | Sumaia Ribeiro BRA Brasil                                      |

## Quadro de medalhas
| Ordem | País      | Medalha de ouro | Medalha de prata | Medalha de bronze | Total |
| ----- | --------- | --------------- | ---------------- | ----------------- | ----- |
| 1     | Colômbia  | 26              | 12               | 7                 | 45    |
| 2     | Chile     | 1               | 4                | 3                 | 8     |
| 3     | Equador   | 1               |                  | 3                 | 4     |
| 4     | Argentina |                 | 5                | 8                 | 13    |
| 5     | Brasil    |                 | 4                | 6                 | 10    |
| 6     | Venezuela |                 | 3                | 1                 | 4     |
| TOTAL | TOTAL     | 23              | 23               | 21                | 67    |